# Dorte Jensen (Seglerin)
Dorte Oppelstrup Jensen (* 20. Oktober 1972 in Nyborg) ist eine ehemalige dänische Seglerin.

## Erfolge
Dorte Jensen gab bei den Olympischen Spielen 1992 in Barcelona in der Bootsklasse Europe ihr Olympiadebüt. In dieser belegte sie mit 65,7 Punkten den fünften Platz. In der Bootsklasse Yngling nahm sie zwölf Jahre später an den Olympischen Spielen 2004 in Athen teil. Gemeinsam mit Helle Jespersen und Christina Otzen als Crewmitglieder gewann sie die Bronzemedaille, als sie dank 54 Punkten hinter dem britischen und dem ukrainischen Boot Dritte wurde. Bei Weltmeisterschaften sicherte sich Jensen in verschiedenen Bootsklasse insgesamt acht Medaillen. Im Europe gewann sie zunächst 1991 Bronze, ehe ihr 1993 in Kalø Vig der Titelgewinn gelang. Von 1999 bis 2001 wurde sie dreimal in Folge Weltmeisterin im Elliott 6m sowie nochmals 2006 in Kopenhagen. Dazwischen belegte sie im Yngling den dritten Rang 2003 in Cádiz und den zweiten Platz 2004 in Santander.